# 26
26 (XXVI) a fost un an obișnuit al calendarului iulian, care a început într-o zi de joi.